# Герб Шавеша
Ге́рб Ша́веша — офіційний символ міста Шавеш, Португалія. Використовується як територіальний герб. У синьому щиті срібний триарковий міст, що перетинає його. Підніжжя перетяте хвилястими смугами — трьома срібними і трьома синіми. У главі щита малий герб Португалії. Обабіч нього два золоті ключі (порт. chaves), лезами догори і до центру. Щит увінчує срібна мурована міська корона з п'ятьма вежами. Внизу ланцюг із зіркою Ордена Вежі й Меча.
Під щитом біла стрічка, на якій великими літерами напис португальською: «cidade de Chaves» (місто Шавеш).  Офіційно затверджений 11 листопада 1987 року.

## Галерея

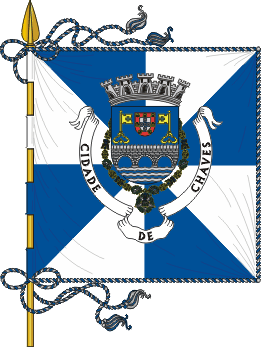
Прапор